# RD-857
RD-857 ( GRAUインデックス - 15D12)はKB-4(ユージュノエ設計局) DB-586のIvan Ivanovが開発した初期のロケットエンジンである。8K94 ICBM 8K99 (PT-20P)の2段目に使用する為に設計されたが、量産されずRD-862 (15D169)の原型となった。RD-862(15D169)は出力と信頼性が向上してMR UR-100 (15A15)の2段目として使用された。
RD-857は単一の燃焼室の非対称ジメチルヒドラジンと四酸化二窒素を推進剤とする二段燃焼サイクルの液体燃料ロケットエンジンである。燃焼室内にガスを噴射する事で推力偏向制御を行いピッチ軸とヨー軸の制御を行う。ロール軸の制御ではターボポンプで生成されたガスが4台の噴射ノズルから噴射される事によって行う。